# یلوه گلگون
یلوه گلگون (نام علمی: Laterallus ruber) نام یک گونه از سرده یلوه‌های کوچک است.